# Expedition 9

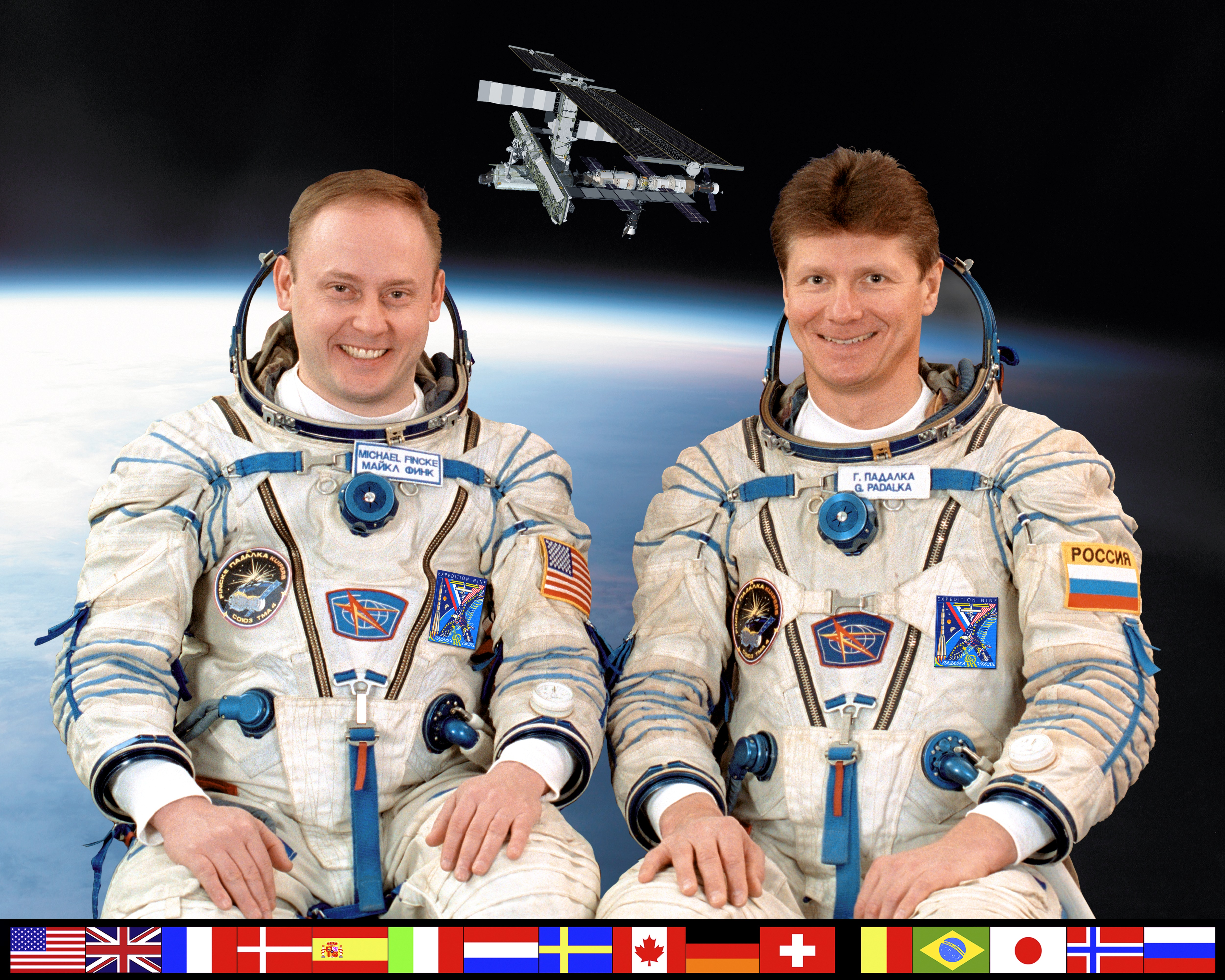
Expedition 9 besättning.

Expedition 9 var den 9:e expeditionen till Internationella rymdstationen (ISS). Expeditionen började den 21 april 2004 då Expedition 8:s besättning återvände till jorden med Sojuz TMA-3. Expedition avslutades den 23 oktober 2004 då Sojuz TMA-4 återvände till jorden med Expedition 9:s besättning.

## Besättning
| Position       | (21 april - 23 oktober 2004)              |
| -------------- | ----------------------------------------- |
| Befälhavare    | Gennadij Padalka, RSA Hans andra rymdfärd |
| Flygingenjör 1 | Michael Fincke, NASA Hans första rymdfärd |